# 2024년 하계 올림픽 골프
2024년 하계 올림픽 골프(프랑스어: Golf aux Jeux olympiques d'été de 2024)는 2024년 하계 올림픽의 정식 종목으로 진행되는 골프 경기로 2024년 8월 1일부터 8월 10일까지 프랑스 기앙쿠르의 르 골프 나시오날에서 열렸다.
지난 대회와 마찬가지로 이번에도 남녀 두 종목으로 나뉘어 치러진다. 올림픽 출전 예선을 거쳐 본선에 진출한 남녀 선수 60명은 나흘간 치러지는 72홀 개인 스트로크 토너먼트전을 통해 메달에 도전한다. 남자 종목은 8월 1일부터 8월 4일까지, 여자 종목은 8월 7일부터 8월 10일까지 열렸다.

## 예선
이번 대회에는 남녀 각 60명의 선수가 올림픽 본선에 진출하며, 그 기준은 국제 골프 연맹 세계 공식랭킹에 따른다. 남자선수 랭킹 기준일은 2024년 6월 17일, 여자선수 랭킹 기준일은 2024년 6월 24일로 한다. 해당 랭킹에서 최상위 15위 내에 든 선수는 올림픽 본선으로 직행하되, 한 국가 (NOC)당 남녀 2명씩 최대 4명을 넘지 않도록 한다.
나머지 출전권은 상기한 최대 출전규모에 따라 남을 경우 16위를 기록한 선수에게 돌아간다. 개최국 프랑스는 남녀 각 1명의 선수의 출전권이 보장되며 5대륙 (아시아, 아프리카, 아메리카, 유럽, 오세아니아)마다 최소 1명씩은 출전권이 보장되도록 하는 원칙도 함께 적용된다.

## 대회 일정
| R1 | 1라운드 | R2 | 2라운드 | R3 | 3라운드 | FR | 결선 라운드 |

| 종목 / 날짜 | 1일 (목) | 2일 (수) | 3일 (토) | 4일 (일) | 7일 (수) | 8일 (목) | 9일 (금) | 10일 (토) |
| ----------- | -------- | -------- | -------- | -------- | -------- | -------- | -------- | --------- |
| 남자 개인   | R1       | R2       | R3       | FR       |          |          |          |           |
| 여자 개인   |          |          |          |          | R1       | R2       | R3       | FR        |

## 참가국
다음은 이번 대회에 출전하게 된 국가의 목록이다. 총 38개국이 본선에 진출하였다.
- 아르헨티나 (2)
- 오스트레일리아 (4)
- 오스트리아 (3)
- 벨기에 (3)
- 캐나다 (4)
- 칠레 (2)
- 중화인민공화국 (4)
- 콜롬비아 (3)
- 체코 (2)
- 덴마크 (4)
- 핀란드 (4)
- 프랑스 (4)
- 독일 (4)
- 영국 (4)
- 인도 (4)
- 아일랜드 (4)
- 이탈리아 (3)
- 일본 (4)
- 말레이시아 (2)
- 멕시코 (4)
- 모로코 (1)
- 네덜란드 (1)
- 뉴질랜드 (4)
- 노르웨이 (4)
- 파라과이 (1)
- 필리핀 (2)
- 폴란드 (1)
- 푸에르토리코 (1)
- 싱가포르 (1)
- 슬로베니아 (2)
- 남아프리카 공화국 (4)
- 대한민국 (5)
- 스페인 (4)
- 스웨덴 (4)
- 스위스 (2)
- 중화 타이베이 (4)
- 태국 (4)
- 미국 (7)

## 메달리스트
| 종목        | 금                   | 은                       | 동                      |
| ----------- | -------------------- | ------------------------ | ----------------------- |
| 남자 자세히 | 스코티 셰플러 · 미국 | 토미 플릿우드 · 영국     | 마쓰야마 히데키 · 일본  |
| 여자 자세히 | 리디아 고 · 뉴질랜드 | 에스터 헨젤라이트 · 독일 | 린시위 · 중화인민공화국 |

### 메달 순위
*   개최국 (프랑스)
| 순위       | NOC        | 금 | 은 | 동 | 합계 |
| ---------- | ---------- | -- | -- | -- | ---- |
| 1          | 미국       | 1  | 0  | 0  | 1    |
| 2          | 영국       | 0  | 1  | 0  | 1    |
| 3          | 일본       | 0  | 0  | 1  | 1    |
| 합계 (3개) | 합계 (3개) | 1  | 1  | 1  | 3    |